# آنگ لا نسانگ
آنگ لا نسانگ (برمه‌ای: အောင်လအန်ဆန်း؛ زادهٔ ۲۱ مهٔ ۱۹۸۵) ورزشکار هنرهای رزمی ترکیبی اهل ایالات متحده آمریکا است. وی از سال ۲۰۰۵ میلادی تاکنون مشغول فعالیت بوده‌است.